# Yelü Bei
Yelü Bei (chinois : 耶律倍) (né en 899 et mort le 7 janvier 937,), également connu sous le nom de Yelü Tuyu (chinois : 耶律突欲 ou 耶律圖欲), était le fils aîné de l'empereur Taizu de Liao, fondateur de la dynastie Liao . Il fut déclaré successeur de l'empereur Taizu en 916, mais ne parvint jamais au trône. Au contraire, après l'avènement de son jeune frère Yelü Deguang (empereur Taizong), il s'enfuit vers la dynastie Tang postérieur dirigée par Shatuo, où il fut tué en 937.
Il a été honoré à titre posthume sous le titre de l'empereur Wenxian Qinyi (chinois : 文獻欽義皇帝) avec le nom de temple Yizong (chinois simplifié : 辽义宗 ; chinois traditionnel : 遼義宗), et était formellement connu sous les noms de Renhuang Wang (chinois : 人皇王, « roi impérial des hommes ») de son vivant (y compris sa période en tant que roi de Dongdan), connu sous le nom de Dongdan Muhua (chinois : 東丹慕華) en 931, puis sous le nom de Li Zanhua (chinois : 李贊華) de 931 à 937 lorsqu'il était sujet des Tang postérieurs.

## Origines
Yelü Bei est né en 899, avant la fondation de la dynastie Liao. Son père était le chef du clan Yelü, Yelü Abaoji, et sa mère était l'épouse de Yelü Abaoji, Shulü Ping. Il était le premier fils du couple. Il a été décrit par l'Histoire des Liao comme intelligent et studieux dans sa jeunesse, avec une apparence détendue et un cœur aimant.
En 916, lorsque Yelü Abaoji se proclama empereur d'un nouvel empire dirigé par les Khitans, connu à titre posthume sous le nom d'empereur Taizu, il fit de Yelü Bei son prince héritier . Lorsque l'empereur Taizu demanda à ses serviteurs à quel dieu il devait d'abord offrir un sacrifice dans le cadre de son accession à l'empereur, ses serviteurs préconisèrent largement d'offrir des sacrifices au Bouddha. Lorsque l'empereur Taizu fit remarquer que le Bouddha n'était pas un dieu chinois, Yelü Bei préconisa d'offrir d'abord à Confucius . L'empereur Taizu fut satisfait de cette suggestion et construisit un temple pour Confucius, demandant à Yelü Bei de lui offrir des sacrifices deux fois par an.
Yelü Bei servit par la suite comme commandant avancé de l'empereur Taizu dans les campagnes contre les Wugu (chinois : 烏古) et les tribus Tangoutes. Plus tard, lors des incursions que l'empereur Taizu fit dans l'ancien territoire Jin de l'État chinois/Shatuo, en particulier, le circuit de Lulong de Jin (盧龍, dont le siège est dans l'actuel Pékin), il laissa Yelü Bei responsable de sa capitale, la municipalité de Linhuang (臨潢, la moderne Chifeng, en Mongolie intérieure).
C'est à cette époque que Yelü Bei aurait élaboré un plan pour conquérir Balhae, le voisin oriental du Khitan.

## En tant que roi de Dongdan
En 926, l'empereur Taizu décide de réaliser les plans de conquête de Balhae. Au cours d'une campagne, il captura l'importante ville de Balhae, Fuyu (夫餘, la Siping moderne, Jilin). Cela semble avoir mis fin à l'État de Balhae, même si l'empereur Taizu n'a pas capturé à ce moment-là Longquan, la capitale de Balhae.
L'empereur Taizu a établi le royaume de Dongdan sur l'ancien territoire de Balhae, avec sa capitale à Fuyu, et a fait de Yelü Bei le roi de Dongdan, avec le titre de « Roi impérial de l'Homme » (人皇王, Ren Huangwang). Ce titre faisait écho aux titres de Taizu  (« Empereur impérial du ciel », 天皇帝, Tian Huangdi ) et de sa femme l'impératrice Shulü (« Impératrice impériale de la Terre », 地皇后, Di Huanghou). Par ailleurs, elle a donné à son deuxième fils (le frère cadet de Yelü Bei) Yelü Deguang le titre de « prince héritier généralissime » et a nommé Yelü Deguang à la tête de Linhuang, en remplacement de Yelü Bei.
Néanmoins, peu de temps après avoir conquis Fuyu, l'empereur Taizu tomba malade et mourut alors qu'il était encore à Fuyu. L'impératrice Shulü prit la direction effective des Khitans, et elle et Yelü Bei ont commencé le voyage pour escorter le cercueil de l'empereur Taizu jusqu'à Linhuang, laissant l'un des frères cadets de l'empereur Taizu, Yelü Anduan (耶律安端) temporairement responsable à Dongdan. Une fois revenue à Linhuang, elle voulut détourner la succession de Yelü Bei, car elle voulait favoriser Yelü Deguang. Cependant, formellement, elle a convoqué une assemblée des chefs, avec Yelü Bei et Yelü Deguang, et leur a déclaré : « J'aime mes deux fils et je ne sais pas lequel nommer empereur. Vous pouvez décider lequel vous voulez soutenir [...] ». Les chefs des clans convoqué, sachant qu'elle favorisait Yelü Deguang, se précipitèrent vers lui et le nommèrent. Elle le déclara par la suite empereur (sous le nom d'empereur Taizong). Yelü Bei, en colère contre la tournure des événements, emmena plusieurs centaines de soldats et voulu fuir vers les Tang postérieurs, mais ce dernier a été intercepté par les gardes-frontières Khitan. L'impératrice Shulü (alors devenue impératrice douairière) ne le punit pas, mais l'envoya à Dongdan,.
L'empereur Taizong, après être devenu empereur, se méfia de l'intention de son frère aîné de reprendre le trône et déplaça donc la capitale de Dongdan à Dongping (東平, en Liaoyang moderne, Liaoning  et ont transféré de force de l'ancienBalhae à Dongping. Il a également mis en place des gardes pour surveiller les actions de Yelü Bei. Lorsque l'empereur Mingzong des Tangs postérieurs apprit cela, il envoya des émissaires secrets encourageant Yelü Bei à fuir vers les Tang postérieurs. Yelü Bei, commentant : « J'ai cédé l'empire à l'empereur, mais maintenant je suis soupçonné. Il vaut mieux que j'aille dans un autre État pour pouvoir être comme Taibo de Wu ». Il emmena ainsi avec lui sa concubine préférée Gao et sa vaste collection de livres, monta à bord d'un bateau et navigua vers le territoire des Tang postérieurs. En 930, il arriva dans la préfecture de Deng des Tang postérieurs (登州, Shandong, en Yantai moderne). L'épouse de Yelü Bei, la reine impériale Xiao et son fils aîné, Yelü Ruan, ne l'ont pas suivi jusqu'aux Tang postérieurs, et la reine impériale Xiao continuera par la suite à diriger l'État de Dongdan jusqu'à sa mort en 940, tandis que Yelü Ruan succédera finalement à l'empereur Taizong après sa mort en tant qu'empereur Shizong),.

### Sous le règne de l'empereur Mingzong

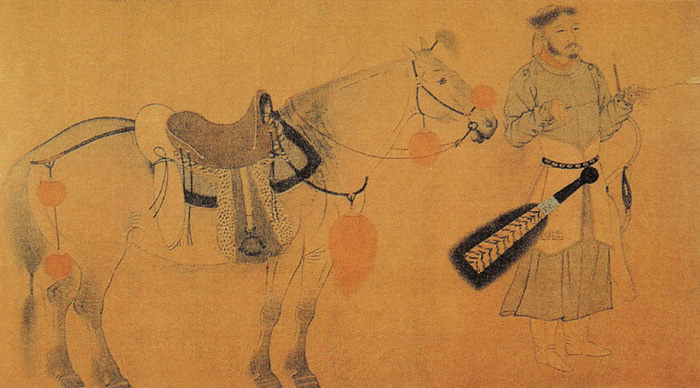
騎射圖 "Archer et cheval" attribué à Yelü Bei, Musée national du Palais

En 931, l'empereur Mingzong nomma Yelü Bei gouverneur militaire  (Jiedushi) d'un circuit de Huaihua nouvellement créé (懷化, dont le siège est l'actuelle Baoding dans le Hebei), et lui donna le nouveau nom de Dongdan Muhua. Plus tard dans l'année, il changea le nom de Dongdan Muhua en Li Zanhua, et ce sera le nom utilisé par le prince Khitan pour le reste de sa vie. Cependant, rien n'indique que Li Zanhua ait jamais fait rapport à Huaihua, et en 932, l'empereur Mingzong a plutôt déclaré son intention de lui donner un commandement au sud du fleuve Jaune . Lorsque les officiels Tang postérieyrs s'y opposèrent, l'empereur Mingzong déclara : « Son père et moi avons convenu d'être frères de sang, et c'est pourquoi Zanhua est venu me voir. ils l'ont séduit ?" Il a ensuite nommé Li Zanhua gouverneur militaire du circuit de Yicheng (義成, dont le siège est Anyang, dans le Henan), mais a sélectionné un personnel talentueux pour assumer une gouvernance efficace du circuit, permettant à Li Zanhua de ne pas assumer de responsabilités réelles,,.
Il a également donné une concubine de son prédécesseur l'empereur Zhuangzong, Dame Xia, à Li Zanhua pour être sa nouvelle épouse, et il a également été indulgent envers Li Zanhua de telle sorte que même lorsque Li Zanhua commettait des infractions, il ne punissait pas Li Zanhua. Cependant, on disait que Li Zanhua était cruel envers ses concubines et ses serviteurs – comme il aimait boire du sang, ses concubines devaient souvent se blesser pour qu'elles saignent pour qu'il boive, et les serviteurs souffraient souvent de sévères punitions, notamment avoir les yeux arrachés, être coupés par des épées ou brûlés par le feu, pour des fautes mineures. Dame Xia n'a finalement pas pu supporter de voir cela et, après avoir demandé la permission à l'empereur Mingzong, a fini par divorcer de Li Zanhua et est devenue une nonne bouddhiste. Malgré sa cruauté, Li Zanhua était également considéré comme très talentueux. Il comprenait la bonne aventure et la musique et était très doué en médecine. Il pouvait écrire dans les langues Khitan et Han et traduisit le Huangdi Yinfujing en langue Khitan. Il était particulièrement connu pour ses peintures de personnages et d'objets Khitan, et nombre de ses peintures se sont finalement retrouvées dans les collections du palais de la dynastie Song des décennies plus tard. En 933, il fut rappelé de Yicheng et reçut le titre tout à fait honorifique de gouverneur militaire du circuit de Zhaoxin (昭信, dont le siège est l'actuelle Ganzhou, Jiangxi). Ce territoire de Zhaoxin étant alors gouverné par les Wu.
Bien qu'il ait fui vers le territoire des Tang postérieurs et qu'il soit devenu un sujet des Tang postérieurs, Li Zanhua a continué à maintenir des communications avec sa mère et son frère, leur envoyant souvent des émissaires. La communication s'est également déroulée dans l'autre sens, puisque lorsque sa grand-mère, la grande impératrice douairière Yaonian, est décédée en 933, sa mère et son frère l'ont informé de sa mort.
De plus en 933, l'empereur Mingzong mourut et fut initialement remplacé par son fils biologique Li Conghou, le prince de Song (en tant qu'empereur Min). En 934, le fils adoptif de l'empereur Mingzong, Li Congke, le prince de Lu, renversa l'empereur Min lors d'une rébellion et devint empereur. Li Zanhua aurait secrètement communiqué à son frère l'empereur Taizong l'opinion que c'était une bonne opportunité d'envahir les Tang postérieurs, bien que l'empereur Taizong n'ait pris aucune mesure à ce moment-là.
Au fil des années, apparemment en raison de la présence de Li Zanhua dans les Tang postérieurs et du fait que les Tang postérieurs avaient capturé un certain nombre de commandants Khitan importants, l'impératrice douairière Shulü avait recherché à plusieurs reprises des alliances heqin entre les Khitan et les Tang postérieurs. Au début de 936, Li Congke, inquiet à l'idée que son beau-frère Shi Jingtang, gouverneur militaire du circuit de Hedong (河東, dont le siège est la ville moderne de Taiyuan dans le Shanxi), puisse se rebeller et solliciter l'aide des Khitans pour ce faire, il demanda à ses fonctionnaires Li Song et Lü Qi (呂琦) d'élaborer un plan en vertu duquel une telle alliance aurait lieu – mais abandonna ensuite le plan.
Plus tard dans l'année, Shi Jingtang s'est rebellé et les forces Tang postérieurs ont d'abord réussi à avancer vers Taiyuan, la capitale de Hedong, et à la mettre en état de siège. Cependant, ils furent ensuite écrasés par les troupes commandées par l'empereur Taizong lui-même et piégés par les forces Khitans à la base de Jin'an (晉安寨, près de Taiyuan). Lorsque Li Congke a demandé conseil à ses fonctionnaires, Long Min (龍敏) lui suggéra de faire en sorte que Li Zanhua devienne l'empereur des Khitans et d'envoyer une armée pour l'escorter jusqu'au territoire de Khitan, afin de créer un deuxième front avec lequel l'empereur Taizong des Khitasn devrait faire face. Li Congke a donné son approbation initiale au plan, mais les responsables les plus puissants s'y sont opposés, estimant que le plan était inutile, et finalement rien n'en est sorti.
Finalement, l'empereur Taizong fit de Shi l'empereur d'un nouveau Jin postérieurs (en tant qu'empereur Gaozu), et Shi se dirigea ensuite vers le sud, avec l'aide des Khitasn, vers Luoyang, la capitale des Tang postérieurs. Alors que les généraux Tang postérieurs faisaient défection en masse vers Jin postérieurs, Li Congke rassembla sa famille et ses généraux qui lui étaient fidèles au palais, avec l'intention de se suicider en incendiant le palais. Cependant, lorsqu'il a convoqué Li Zanhua, Li Zanhua a refusé de se joindre au suicide de masse, alors Li Congke a envoyé l'officier Li Yanshen (李彥紳) pour tuer Li Zanhua. Après que le nouvel empereur Jin postérieurs soit entré à Luoyang, il a pleuré Li Zanhua, a fit à titre posthume Li Zanhua le prince de Yan et a fait rendre son corps aux Khitans,.

## Œuvres de Yelü Bei

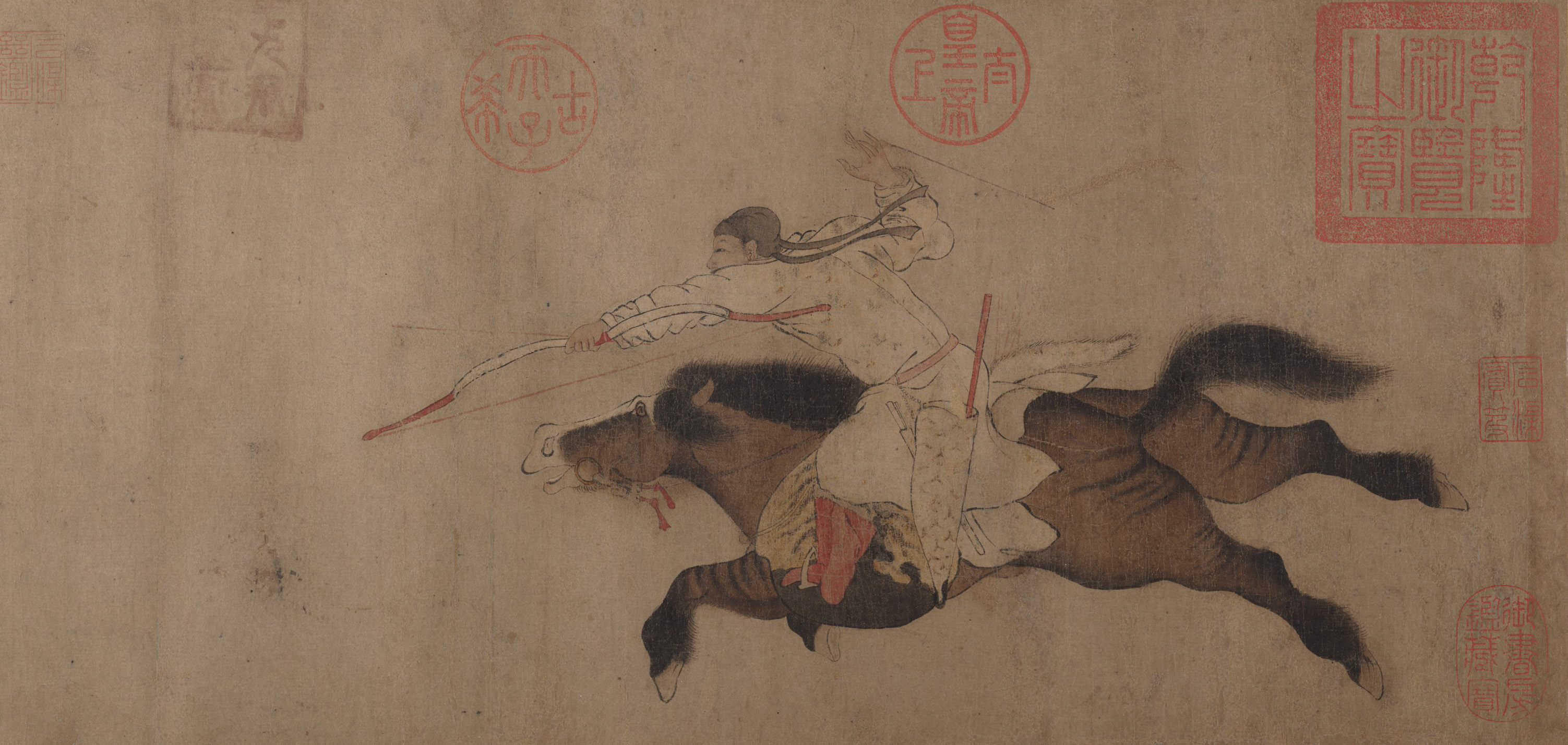
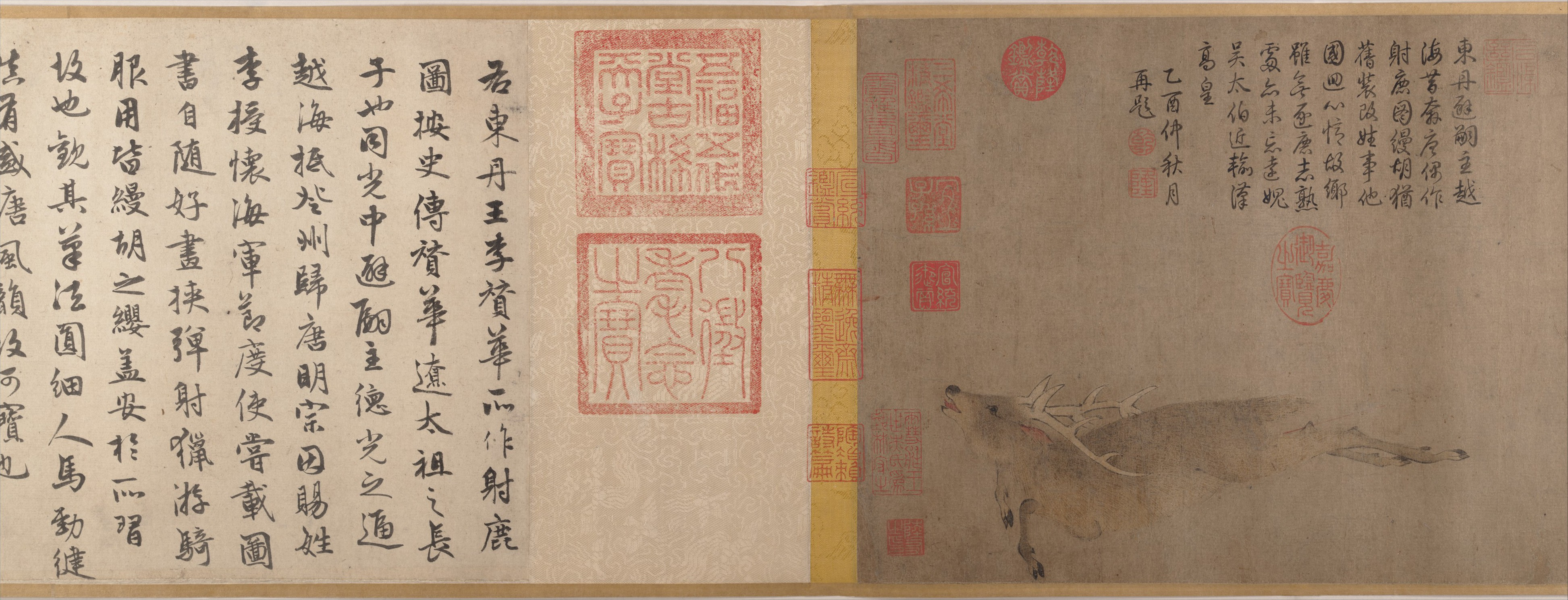
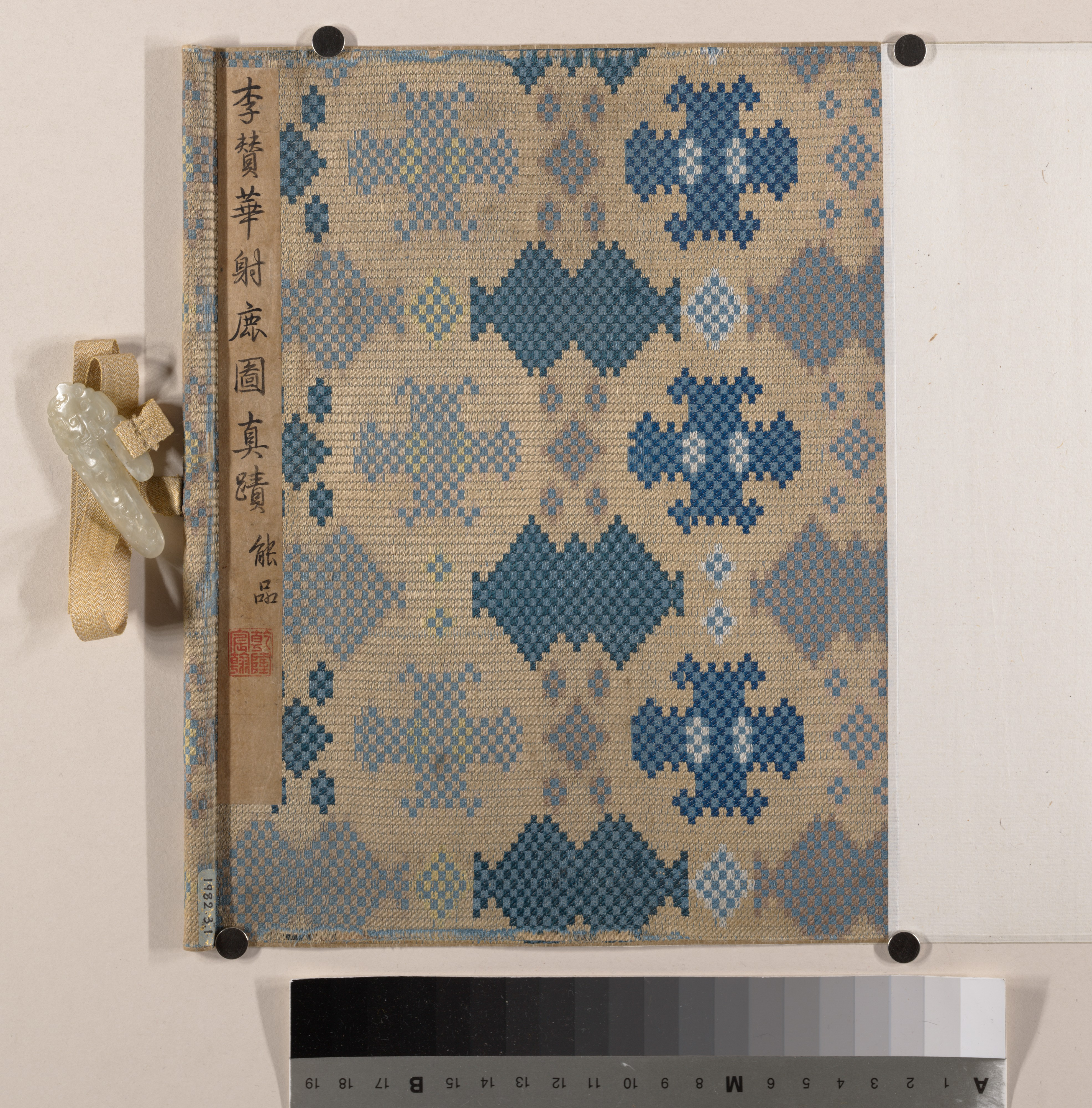

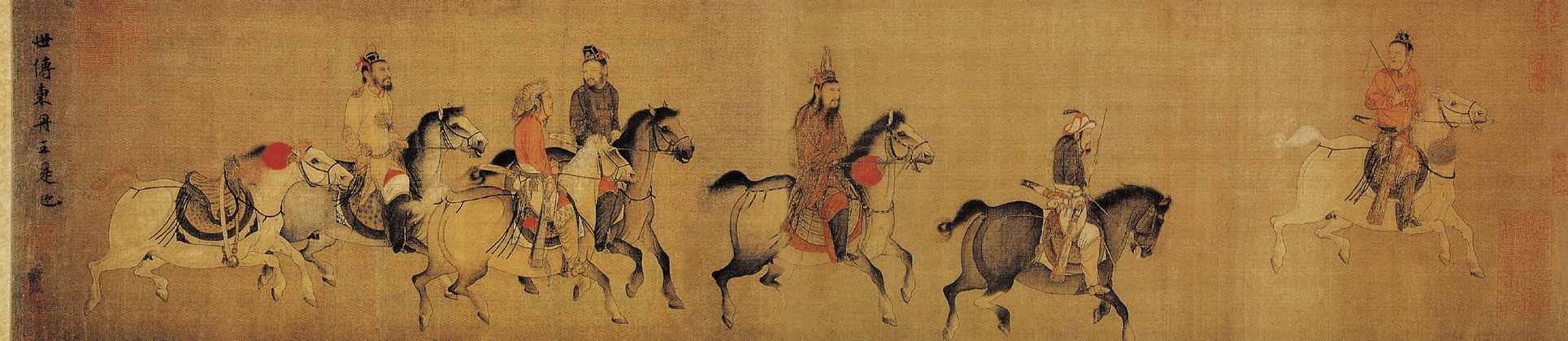
Le Roi de Dongdan va de l'avant (東丹王出行圖), rouleau, couleurs claires sur soie. 146,8 × 77.3 cm. Musée national du Palais, Taipei. Attribué à Li Zanhua (李贊華 909–946), mais il s'agit peut-être d'un artiste plus tardif.

## Titres (y compris posthumes)

### De son vivant
- Prince héritier (皇太子, Huang Taizi) (916-931)
- Roi impérial des hommes (人皇王, Ren Huangwang) (931-937)

### Posthume
- Prince de Yan (燕王), conféré par les Jin postérieurs ;
- Roi impérial Wenwuyuan (文武元皇王, Wenwuyuan Huang Wang ) conféré par l'empereur Liao Taizong ;
- Empereur Rangguo (讓國皇帝), conféré par l'empereur Liao Shizong ;
- Empereur Wenxian (文獻皇帝) (conféré par  l'empereur Liao Shengzong ;
- Empereur Wenxian Qinyi (文獻欽義皇帝) avec le nom du temple Yizong (義宗), conféré par l'empereur Liao Xingzong.

## Famille de Yelü
Consorts et autres:
- Princesse consort Xiao (蕭氏; décédée en 940), parente de Shulü Ping, honorée comme impératrice Duanshun (端順皇后)
- Dame Xia (夏氏), ancienne concubine de l'empereur Zhuangzong des Tang postérieurs, la Dame de Guo (虢國夫人), a ensuite divorcé de Yelü Bei et est devenue religieuse bouddhiste.
- Concubine Xiao (蕭氏; décédée en 951), une parente de Shulü Ping, honorée comme l'impératrice Rouzhen (柔貞皇后)
  - Fils aîné Yelü Ruan (耶律阮; 919-951), plus tard empereur Shizong de Liao
  - Deuxième fils Yelü Louguo (耶律婁國; décédé en 952)
  - Troisième fils Yelü Shao (耶律稍; décédé en 985), le prince de Wu (吳王)
- Concubine Da (大氏), du clan royal de Balhae
  - Quatrième fils Yelü Longxian (耶律隆先), le prince de Ping (平王)
- Concubine Gao (高 氏)
  - Cinquième fils Yelü Daoyin (耶律道隱; décédé en 983), honoré comme prince de Jin (晉王)
- Inconnu
  - Yelü Abuli (耶律阿不里; décédé en 949)
    - Marié à Xiao Han (蕭翰; décédé en 949), neveu de Shulü Ping

## Ancêtres
|  |                        |  |  |  |  |  |  |  |  |  |  |  |  |  |  |  |
|  | Yelü Salade            |  |  |  |  |  |  |  |  |  |  |  |  |  |  |  |
|  |                        |  |  |  |  |  |  |  |  |  |  |  |  |  |  |  |
|  |                        |  |  |  |  |  |  |  |  |  |  |  |  |  |  |  |
|  | Yelü Yundeshi          |  |  |  |  |  |  |  |  |  |  |  |  |  |  |  |
|  |                        |  |  |  |  |  |  |  |  |  |  |  |  |  |  |  |
|  |                        |  |  |  |  |  |  |  |  |  |  |  |  |  |  |  |
|  | Yelü Saladi            |  |  |  |  |  |  |  |  |  |  |  |  |  |  |  |
|  |                        |  |  |  |  |  |  |  |  |  |  |  |  |  |  |  |
|  |                        |  |  |  |  |  |  |  |  |  |  |  |  |  |  |  |
|  | Yelü Abaoji (872–926)  |  |  |  |  |  |  |  |  |  |  |  |  |  |  |  |
|  |                        |  |  |  |  |  |  |  |  |  |  |  |  |  |  |  |
|  |                        |  |  |  |  |  |  |  |  |  |  |  |  |  |  |  |
|  | Yaonian Tila           |  |  |  |  |  |  |  |  |  |  |  |  |  |  |  |
|  |                        |  |  |  |  |  |  |  |  |  |  |  |  |  |  |  |
|  |                        |  |  |  |  |  |  |  |  |  |  |  |  |  |  |  |
|  | Xiao Yanmujin (d. 933) |  |  |  |  |  |  |  |  |  |  |  |  |  |  |  |
|  |                        |  |  |  |  |  |  |  |  |  |  |  |  |  |  |  |
|  |                        |  |  |  |  |  |  |  |  |  |  |  |  |  |  |  |
|  | Yelü Bei (899–937)     |  |  |  |  |  |  |  |  |  |  |  |  |  |  |  |
|  |                        |  |  |  |  |  |  |  |  |  |  |  |  |  |  |  |
|  |                        |  |  |  |  |  |  |  |  |  |  |  |  |  |  |  |
|  | Shulü Weining          |  |  |  |  |  |  |  |  |  |  |  |  |  |  |  |
|  |                        |  |  |  |  |  |  |  |  |  |  |  |  |  |  |  |
|  |                        |  |  |  |  |  |  |  |  |  |  |  |  |  |  |  |
|  | Shulü Shensi           |  |  |  |  |  |  |  |  |  |  |  |  |  |  |  |
|  |                        |  |  |  |  |  |  |  |  |  |  |  |  |  |  |  |
|  |                        |  |  |  |  |  |  |  |  |  |  |  |  |  |  |  |
|  | Shulü Pogu             |  |  |  |  |  |  |  |  |  |  |  |  |  |  |  |
|  |                        |  |  |  |  |  |  |  |  |  |  |  |  |  |  |  |
|  |                        |  |  |  |  |  |  |  |  |  |  |  |  |  |  |  |
|  | Shulü Ping (879–953)   |  |  |  |  |  |  |  |  |  |  |  |  |  |  |  |
|  |                        |  |  |  |  |  |  |  |  |  |  |  |  |  |  |  |
|  |                        |  |  |  |  |  |  |  |  |  |  |  |  |  |  |  |
|  | Yelü Yundeshi          |  |  |  |  |  |  |  |  |  |  |  |  |  |  |  |
|  |                        |  |  |  |  |  |  |  |  |  |  |  |  |  |  |  |
|  |                        |  |  |  |  |  |  |  |  |  |  |  |  |  |  |  |
|  | Lady Yelü              |  |  |  |  |  |  |  |  |  |  |  |  |  |  |  |
|  |                        |  |  |  |  |  |  |  |  |  |  |  |  |  |  |  |
|  |                        |  |  |  |  |  |  |  |  |  |  |  |  |  |  |  |